# Carlo Marullo di Condojanni
Carlo Marullo di Condojanni (Messina, 18 aprile 1946) è un diplomatico italiano, Gran Cancelliere del Sovrano Militare Ordine di Malta ad interim dal 1995 al 1999 e poi in carica effettiva dal 1997 al 2001.

## Biografia
Nato a Messina nel 1946, è figlio del balì di Gran Croce di Giustizia Vittorio Marullo di Condojanni e come già suo padre si avvicinò al Sovrano Ordine di Malta di cui divenne cavaliere. Sua madre era Amalia Faraci.
Laureatosi in giurisprudenza, alla morte del genitore, ne ereditò il titolo di principe di Casalnuovo e dal 1980 al 1984 ricoprì ad interim la carica di Gran Cancelliere. Dal 1989 e sino al 1997 fu il primo tesoriere del Sovrano Militare Ordine di Malta, e dal 23 ottobre 1996 al 26 aprile 1998 fu osservatore permanente col rango di ambasciatore presso l'ONU a New York City per conto del Sovrano Ordine di Malta.
Nel 1997 venne prescelto per ricoprire in maniera ufficiale l'incarico di Gran Cancelliere del Sovrano Militare Ordine di Malta, la seconda carica dell'Ordine, che lasciò solo nel 2001. Nel medesimo periodo è stato altresì Ricevitore del Comun Tesoro, Sovrintendente alle Poste Magistrali dell'Ordine nonché Rettore dell'Accademia Internazionale Melitense. Nel 1999 è stato firmatario dell'accordo di collaborazione per operazioni congiunte di assistenza umanitaria tra il Sovrano Ordine di Malta e la repubblica di Colombia nella persona del vice ministro degli esteri Nicolas Rivas de Zubiria. Nel 2000 ha firmato con il Ministro Veronesi il primo accordo sanitario tra l'Ordine di Malta e lo Stato Italiano.
Nel 2008 è stato incaricato di presiedere per conto dell'Ordine alle celebrazioni per il centenario del terremoto di Messina del 1908 e nel 2014 ha ricevuto l'incarico dall'Ordine di presiedere per conto del gran maestro una cerimonia a Lepanto per commemorare i sacrifici dei cavalieri gerosolimitani nella grande battaglia navale. Negli anni ha realizzato una serie di pubblicazioni sul tema dell'integrazione e dei rapporti tra stati ed immigrazione.Avvocato e Docente Universitario.Presidente della Fondazione Donna Maria Marullo di Condojanni